# Basukinath
Basukinath é um cidade no distrito de Dumka, no estado indiano de Jharkhand.

## Demografia
Segundo o censo de 2001, Basukinath tinha uma população de 14 119 habitantes. Os indivíduos do sexo masculino constituem 52% da população e os do sexo feminino 48%. Basukinath tem uma taxa de literacia de 54%, inferior à média nacional de 59,5%; com 62% para o sexo masculino e 38% para o sexo feminino. 17% da população está abaixo dos 6 anos de idade.